# União das Freguesias de Amoreira da Gândara, Paredes do Bairro e Ancas
União das Freguesias de Amoreira da Gândara, Paredes do Bairro e Ancas, kurz Amoreira da Gândara, Paredes do Bairro e Ancas, ist eine Gemeinde (Freguesia) des portugiesischen Landkreises Anadia. 
Die Gemeinde entstand am 29. September 2013 im Zuge der administrativen Neuordnung in Portugal aus dem Zusammenschluss der Gemeinden Amoreira da Gândara, Ancas und Paredes do Bairro. Sitz wurde Amoreira da Gândara.
Auf einer Fläche von 22,06 km² leben 2.675 Einwohner (Stand: 30. Juni 2011). 